# Scantraxx
Scantraxx Recordz är ett nederländskt skivbolag grundat 2002 av Dov Elkabas alias The Prophet. Scantraxx är specialiserat på hardstylemusik och är medarrangör till evenemang som Qlimax och Q-Base.

## Skivmärken
Scantraxx har många skivmärken, varav flera endast ger ut musik från en enda artist.

### Nuvarande
- A² Records, Alpha Twins skivmärke som blev del av Scantraxx 2009
- Gold Records, tidigare TiLLT! Gold
- Scantraxx Evolutionz, ger ut musik för D-Block & S-te-Fan och F8trix
- Scantraxx Special

### Tidigare/inaktiva
- M!D!FY, gav ut musik av Brennan Heart
- Paint It Black, samarbete med Cloud 9 Dance
- Scantraxx Italy, gav ut musik av Davide Sonar
- Scantraxx Reloaded, gav ut musik av Headhunterz
- Scantraxx Silver
- ScantraXXL
- Squaretraxx, gav ut musik av Ruthless

## Artister

### Nuvarande
- Adaro
- Adrenalize
- Alpha Twins
- The Anarchist
- Arkaine
- Artic
- D-Charged
- Atmozfears
- Bass Modulators
- Beat Providers
- D-Block & S-te-Fan
- Digital Punk
- E-Force
- F8trix
- Gunz For Hire
- Krusaders
- Max Enforcer
- Pavo
- The Prophet
- Ran-D
- S-Dee
- Scope DJ
- Shockerz
- Waverider

### Tidigare/inaktiva
- A-lusion (numera Lussive Music)
- Audiofreq (numera Dirty Workz)
- Bioweapon
- Black Identity
- Blademasterz
- Brennan Heart (numera WE R Music)
- Brennan & Heart
- Charger
- Clive King
- Davide Sonar
- Dirk-Jan DJ
- DJ Duro
- Dopeman
- Frontliner (numera Keep It Up Music)
- Gostosa
- Hardheadz
- Headliner
- Herculez On Dope
- JDX (numera JDX Music)
- The Masochist
- Max B. Grant
- Outsiders
- Project One
- Ruthless
- SMD
- Second Identity
- Seizure
- Supaboyz
- Sylenth & Glitch
- Taq 9
- 2-Sidez
- Unknown Analoq
- Wasted Penguinz
- Waveliner
- Wildstylez (numera Lose Control Music)